# Gornji kvark
Gornji kvark ili u kvark je jedan od elementarnih čestica od kojih se sastoji tvar. Najlakši je od svih kvarkova. Zajedno s donjim kvarkom tvori neutrone (1 gornji kvark i 2 donja kvarka) te protone (2 gornja kvarka i 1 donji kvark) koji su dio atomskih jezgri. Čini prvu porodicu čestica prema standardnom modelu. Ima naboj od +2/3 e i masu između 1.5-3.3 MeV/c2. Kao i svi kvarkovi spada u skupinu fermiona sa spinom od -1/2. Na njega djeluju sva 4 osnovna međudjelovanja: gravitacijsko, elektromagnetsko, slabo i jako. Antičestica gornjem kvarku je gornji antikvark.